# 曾捷步
曾捷步（？—？），台灣清治時期的地方官員，漳州平和人，於同治元年（1862年）代理淡水廳大甲中軍守備，為官職主要從事大甲地區武職事務，品等不高，只為正七品以下。

## 戴潮春之亂
曾捷步原為淡水廳一名千總，同治元年戴潮春亂起，兵鋒指向大甲，竹塹屯番代理同知張世英率眾防守大甲城，戰死270餘人，大甲土堡被破，巡檢署亦被毀，大甲落入戴軍手中。此時林占梅率鄉勇防守大甲以北各地，得免兵禍，之後林占梅突擊大甲城東門，一舉奪回。此時雙方大戰於大甲，林占梅得羅冠英與曾捷步來援，一舉擊退戴軍。